# Рузвельт (Оклахома)
Рузвельт (англ. Roosevelt) — місто (англ. town) в США, в окрузі Кайова штату Оклахома. Населення — 254 особи (2020).

## Географія
Рузвельт розташований за координатами 34°50′52″ пн. ш. 99°1′22″ зх. д. / 34.84778° пн. ш. 99.02278° зх. д. (34.847685, -99.022661).  За даними Бюро перепису населення США в 2010 році місто мало площу 1,28 км², уся площа — суходіл.

## Демографія
Згідно з переписом 2010 року, у місті мешкало 248 осіб у 122 домогосподарствах у складі 73 родин. Густота населення становила 194 особи/км².  Було 171 помешкання (134/км²).
Расовий склад населення:
| - 78,6 % — білих - 4,8 % — чорних або афроамериканців - 4,0 % — корінних американців - 6,0 % — осіб інших рас |

До двох чи більше рас належало 6,5 %. Частка іспаномовних становила 7,3 % від усіх жителів.
За віковим діапазоном населення розподілялося таким чином: 17,3 % — особи молодші 18 років, 62,9 % — особи у віці 18—64 років, 19,8 % — особи у віці 65 років та старші. Медіана віку мешканця становила 48,0 року. На 100 осіб жіночої статі у місті припадало 98,4 чоловіків;  на 100 жінок у віці від 18 років та старших — 99,0 чоловіків також старших 18 років.
Середній дохід на одне домашнє господарство  становив 44 029 доларів США (медіана — 38 125), а середній дохід на одну сім'ю — 54 295 доларів (медіана — 48 125). Медіана доходів становила 37 188 доларів для чоловіків та 15 313 долари для жінок. За межею бідності перебувало 33,6 % осіб, у тому числі 71,1 % дітей у віці до 18 років та 13,7 % осіб у віці 65 років та старших.
Цивільне працевлаштоване населення становило 161 осіб. Основні галузі зайнятості: роздрібна торгівля — 23,0 %, сільське господарство, лісництво, риболовля — 17,4 %, оптова торгівля — 12,4 %, виробництво — 11,8 %.